# Per Fredrik Åsly

Per Fredrik Åsly

Per Fredrik Åsly (* 21. Dezember 1986 in Sandefjord), auch bekannt als Pellek, ist ein norwegischer Schauspieler, Sänger und Songwriter.

## Biografie
Åsly brachte 2012 sein Album Bag of Tricks raus. Anschließend wurde 2013 sein Album Christmas with PelleK veröffentlicht. 2015 trat er in Skal vi danse? auf. Danach spielte er 2019 in Vikings für drei Folgen mit. Unter anderem bekam Åsly in dem Film Creators: The Past eine Hauptrolle.
Zudem sang er 2020 das Vorspannlied zum Anime Skeleton Knight in Another World. Außerdem wird Åsly in dem Film Infisert zu sehen sein. Derzeit lebt er mit dem Model und Influencerin Stina Bakken zusammen.

## Filmografie
Filme
- 2020: Creators: The Past

Serien
- 2015: Skal vi danse?
- 2019: Vikings

## Diskografie (Auswahl)

### Alben
- 2012: Bag of Tricks
- 2013: Ocean of Opportunity
- 2013: Christmas with PelleK
- 2014: Cloud Dancers
- 2016: A Marvelous Method of Reclusion
- 2018: Absolute Steel